# مک‌کورد کراسرودز (آلاباما)
مک‌کورد کراسرودز (به انگلیسی: McCord Crossroads) یک منطقهٔ مسکونی در ایالات متحده آمریکا است که در آلاباما واقع شده‌است. مک‌کورد کراسرودز ۱۹۵٫۰۷ متر بالاتر از سطح دریا واقع شده‌است.